# Грігол Імедадзе
Грігол Імедадзе (нар. 2 травня 1980, Кутаїсі, Грузинська РСР) — грузинський футболіст, нападник.

## Життєпис
Клубну кар'єру розпочинав у 1996 році в кутаїському «Торпедо-2». Далі грав за основну команду. У 2002 році перебрався в російську «Аланію», за яку дебютував 8 березня того року в виїзному поєдинку 1-го туру чемпіонату Росії проти московського «Локомотива». Дебютним голом у футболці владикавказького клубу відзначився 12 березня 2002 року в програному (1;4) домашньому поєдинку 2-го туру РФПЛ проти самарських «Крил Рад». Грігол вийшов на поле в стартовому складі та відіграв увесь матч. Загалом у футболці «Аланії» в чемпіонаті Росії зіграв 10 матчів та відзначився 2-ма голами, ще 4 поєдинки провів у першості дублерів. У серпні разом з воротарем Андрієм Пауковим був виставлений на трансфер. У 2003 році виступав за турецький «Коджаеліспор». У 2004 році перейшов до «Таврії». У футболці «кримчан» дебютував 14 березня 2004 року в нічийному (0:0) виїзному поєдинку 16-го туру Вищої ліги проти київського «Динамо». Імедадзе вийшов на поле в стартовому складі, а на 85-ій хвилині його замінив Зураб Іонанідзе. Єдиним голом у складі «таврійців» відзначився 27 березня 2004 року на 84-ій хвилині нічийного (1:1) виїзного поєдинку 18-го туру Вищої ліги проти кіровоградської «Зірки». Грігол вийшов на 34-ій хвилині, замінивши Жуніора. За «Таврію» провів 10 матчів у чемпіонаті України та відзначився 1 голом. Після чого виступав за різні клуби Грузії. У 2010 році виступав за узбекистанський «Машал». Завершив кар'єру в 2011 році в клубі «Самтредія».

## Титули і досягнення
- Чемпіон Грузії (2):

«Торпедо» (Кутаїсі): 1999-2000, 2000-01
- Володар Кубка Грузії (2):

«Торпедо» (Кутаїсі): 1998-99, 2000-01